# Phylinae
Phylinae – podrodzina pluskwiaków różnoskrzydłych z rodziny tasznikowatych (Miridae). Druga pod względem liczebności, po Mirinae podrodzina tasznikowatych w Polsce. Pluskwiaki te są niewielkie i zwykle nie przekraczają 5 mm długości ciała. Obejmuje zarówno fitofagi, jak i drapieżniki oraz gatunki wszystkożerne. Do ciekawszych należy północnoamerykański rodzaj Ranzovius bytujący w sieciach pajęczych i żywiący się resztkami niezjedzonymi przez pająki.

## Występowanie
Podrodzina rozprzestrzeniona na całym świecie. Występuje nawet na Grenlandii. W Polsce liczba gatunków wykazanych i potencjalnie występujących wynosi ponad 80. Przykładem jest lubik białopręgi (Pilophorus clavatus).

## Systematyka
Podrodzina Phylinae dzielona jest na cztery plemiona:
- Auricillocorini – nie występują w Polsce
- Hallodapini
- Pilophorini
- Phylini